# Клевцов Євген Петрович
Клевцов Євген Петрович (8 березня 1929 — 24 березня 2003) — радянський велогонщик.
Бронзовий призер Олімпійських Ігор 1960 року в роздільній командній гонці, учасник 1952 року.